# 爱德华·盖莱克经济复兴运动
爱德华·盖莱克经济复兴运动（波蘭語：Ruch Odrodzenia Gospodarczego im. Edwarda Gierka，缩写为ROG）是波兰的一个共产主义政党，推崇1970年—1980年在任的波兰统一工人党第一书记爱德华·盖莱克的意识形态和政治遗产。该党成立于2004年12月17日，注册并于2005年3月，由盖莱克的经济顾问之一保罗·博日克创立。该党的最大区域组织位于扎格列比和华沙。该党主张波兰积极参与欧盟事务，同时与东方国家保持友好关系，并停止在北约的活动。该党曾呼吁波兰政府撤回在伊拉克的部队。
该党希望维护并继续发扬爱德华·盖莱克的政治遗产，认为他的改革共产主义变体是完美的经济体系，避免了波兰人民共和国初期的过度官僚化以及1991年后的资本主义体系带来的财富不平等问题，该资本主义体系使社会最弱势的人群陷入贫困和经济不稳定。该党坚决反对盖莱克时期使波兰国家债台高筑的观点，并强调恢复盖莱克时代的广泛福利国家政策的必要性。该党还希望恢复共产主义纪念碑和国家象征。
由于未能提交2015年的财务报表，该党于2017年1月失去注册政党资格,，但该党仍继续运作。2021年，该党开始筹建“波兰左翼运动”党；同年10月12日，该党的领袖保罗·博日克去世。2023年11月17日，“波兰左翼运动”党在华沙地方法院注册登记。